# Metagnoma strandi
Metagnoma strandi là một loài bọ cánh cứng trong họ Cerambycidae.